# Marquette-en-Ostrevant
Marquette-en-Ostrevant är en kommun i departementet Nord i regionen Hauts-de-France i norra Frankrike. Kommunen ligger i kantonen Bouchain som tillhör arrondissementet Valenciennes. År 2022 hade Marquette-en-Ostrevant 1 953 invånare.

## Befolkningsutveckling
Antalet invånare i kommunen Marquette-en-Ostrevant
| Referens: INSEE |